# Robertlandy Simón Aties
Robertlandy Simón Aties (né le 11 juin 1987 à La Havane) est un joueur cubain de volley-ball. Il mesure 2,06 m et joue central. Il totalise 52 sélections en équipe de Cuba.

## Biographie
Après avoir quitté Cuba sans l'aval de la fédération cubaine, il n'est autorisé à rejouer en club par la FIVB que le 9 novembre 2012.

## Clubs
| Club                              | De        | À         |
| --------------------------------- | --------- | --------- |
| Capitalinos Ciudad Habana         | 2005-2006 | 2010-2011 |
| Inactif                           | 2011-2012 | 2011-2012 |
| Pallavolo Piacenza                | 2012-2013 | 2013-2014 |
| Al-Rayyan SC                      | 2014      | 2014      |
| Ansan OK Savings Bank             | 2014-2015 | 2015-2016 |
| El-Jaish SC                       | 2016      | 2016      |
| Sada Cruzeiro Vôlei               | 2016-2017 | 2017-2018 |
| Associazione Sportiva Volley Lube | 2018-2019 | en cours  |

## Palmarès

### En sélection nationale
- Championnat du monde
  -  : 2010.
- Grand Champions Cup
  -  : 2009.
- Jeux panaméricains
  -  : 2007.
- Ligue mondiale
  -  : 2005.
- Copa América (1)
  -  : 2008.
  -  : 2005, 2007.
- Championnat d'Amérique du Nord (2)
  -  : 2009, 2019.
  -  : 2007.
- Championnat du monde U21
  -  : 2005.
- NORCECA Champions Cup (1)
  -  : 2019.

### En club
| - Ligue des champions CEV (1) - : 2019. - Mondial des clubs (2) - : 2016, 2019. - : 2014, 2018. - : 2017. - Championnat d'Italie (1) - : 2019. - : 2014. - : 2013. - Championnat du Brésil (2) - : 2017, 2018. - Challenge Cup CEV (1) - : 2013. - Championnat CSV des clubs (2) - : 2017, 2018. | - Coupe d'Italie (3) - : 2014, 2020, 2021. - : 2019. - Coupe du Brésil (1) - : 2018. - : 2017. - Championnat de Corée du Sud (2) - : 2015, 2016. - Championnat de Cuba (3) - : 2006, 2009, 2010. - : 2011. - Ligue du Qatar (1) - : 2015. - Supercoupe d'Italie - : 2020. - : 2018, 2019. | - Supercoupe du Brésil (2) - : 2016, 2017. - Coupe de Corée du Sud - : 2015. - V.League Top Match (1) - : 2015. - Coupe de l'Émirat du Qatar - : 2015, 2016. - Supercoupe du Qatar - : 2014. - Coupe du Qatar - : 2015, 2016. |

### Distinctions individuelles
Simón Aties a obtenu pas moins de 23 récompenses personnelles au cours de sa carrière :